# Balista

Ilustración de una balista.

La balista o ballista (del latín: ballista, del griego: βαλλιστής, ballistra, de βάλλειν bállein, 'lanzar, arrojar'’) es un arma de asedio que lanzaba un proyectil, generalmente una flecha o una piedra, a un objetivo a distancias de más de cien metros. Utilizada en Europa desde la antigüedad clásica hasta la llegada del cañón en el siglo XV, era de aspecto y mecanismo similares a los de una ballesta, pero de un tamaño mayor. Esta arma de asedio fue desarrollada alrededor del 400 a. C. por el gobernante de Siracusa Dionisio I de Siracusa a partir del oxíbeles y el gastrafetes, de aspecto y mecanismo similares a los de una ballesta, pero de un tamaño mucho mayor. Las primeras versiones proyectaban pesados dardos o proyectiles esféricos de piedra de varios tamaños para la guerra de asedio. Se convirtió en un arma de precisión más pequeña, el scorpio, y posiblemente el polybolos.

## Diseño
Por lo general, la balista se construía en madera, aunque podía tener partes hechas o al menos revestidas de metal, y usaba cuerdas, tendones de animales o crines como tensores. Desarrollado a partir de armas de la época de la Grecia clásica anteriores, se basaba en diferentes mecánicas y utilizaba dos palancas que ofrecían una energía potencial mediante las cuerdas o tendones trenzados en forma de madejas retorcidas. El sistema se basaba en la torsión de un material elástico, en vez de un golpe de tensión como el utilizado en un arco, mejorando de esta manera su eficacia. Esto le permitía lanzar grandes rocas o virotes de madera de punta afilada. Las de mayor calibre podían alcanzar objetivos a más de 150 metros de distancia, haciendo de ellas importantes máquinas de asedio.

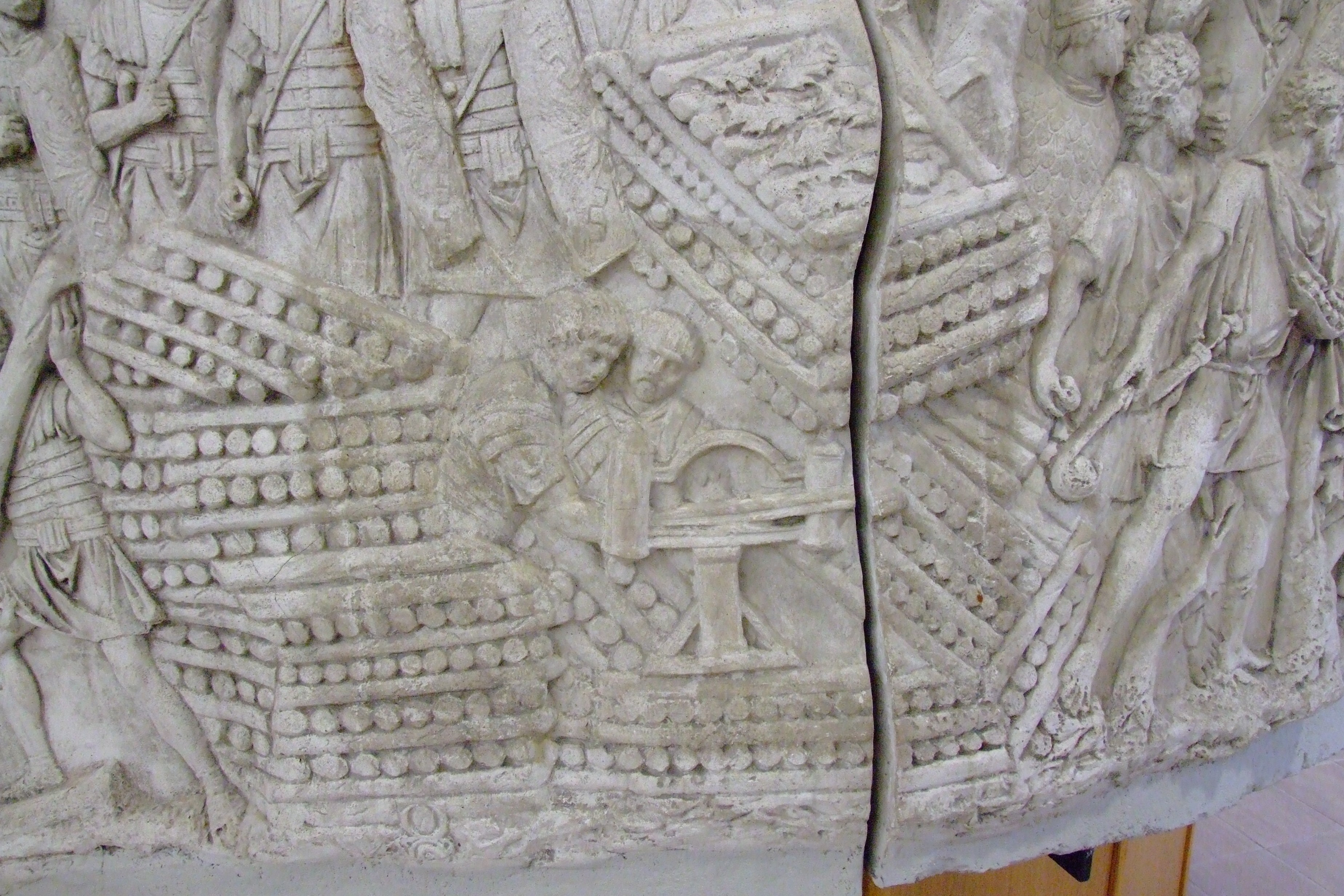
Representación escultórica de una balista en la columna de Trajano.

Debido a su tamaño, debía sostenerse sobre un trípode y era manejada por varios hombres encargados de poner los proyectiles, tensar la máquina por el mecanismo de torsión y liberar finalmente el proyectil. Si la maniobra se hacía correctamente, el proyectil salía disparado a grandes distancias. Se usaba principalmente en los asedios, ya que una vez montada era difícil de apuntar con ella a objetivos móviles. No obstante, en ciertas ocasiones se incorporaron ruedas al soporte de la balista para poder cambiarla de sitio sin tener que desmontarla.

## Origen
El término se usa de manera confusa: en un principio se entiende como catapulta al arma lanzadora de flechas o lanzas (también llamada oxybolos y dorybolos), y ballista al ingenio lanzapiedras (también llamado lithobolos y petrobolos), más potente que el anterior. En algún momento del siglo IV, estas definiciones se invierten y ballista pasa a definir a la máquina lanzadora de flechas o lanzas menos potente. 
El término catapulta es el más antiguamente utilizado para designar a las primeras armas pesadas. Su etimología, del griego καταπέλτης katapéltēs, procede de las palabras griegas katá (hacia abajo) y pelte (escudo ligero). Por tanto, el término designa a una máquina capaz de romper escudos en la trayectoria descendente de sus misiles. Posteriormente, esta palabra designará solamente a un tipo especial de estas armas. Es en el año 399 a. C. cuando el tirano de Siracusa, Dionisio el Viejo, ordena preparar para defender la ciudad del asedio de Cartago nuevas armas mecánicas de las que se tiene noticia por primera vez. Entre ellas se encuentra el gastraphetes, ancestro de la ballesta o el oxibeles. Se trata de una especie de gran ballesta colocada sobre un trípode, que lanzaba grandes flechas (de 600 a 800 gramos), que podían atravesar una fila de hombres.

## Antigua Grecia
Las primeras balistas en la Antigua Grecia se desarrollaron a partir de dos armas llamadas oxibeles y gastrafetas. El gastraphetes ('arco de ombligo') era una ballesta de mano. Tenía una punta compuesta y se extendía sujetando el extremo frontal del arma contra el suelo mientras se colocaba el extremo de un mecanismo deslizante contra el estómago. Luego, el operador caminaría hacia adelante para armar el arma mientras un trinquete evitaba que disparara durante la carga. Esto produjo un arma que, según se afirmó, podría ser operada por una persona de fuerza promedia pero que tenía una potencia que permitía usarla con éxito contra tropas blindadas. El oxibeles era una construcción más grande y pesada que empleaba un cabrestante y estaba montado en un trípode. Tenía una cadencia de fuego más baja y se usaba como máquina de asedio.
Con la invención de la tecnología de haz de resorte de torsión, se construyeron las primeras ballestas. La ventaja de esta nueva tecnología fue el rápido tiempo de relajación de este sistema. Por lo tanto, fue posible disparar proyectiles más ligeros con velocidades más altas a una distancia más larga. Por el contrario, el tiempo de relajación comparativamente lento de una máquina de tensión como el oxibeles significaba que se podía transferir mucha menos energía a los proyectiles ligeros, lo que limitaba el alcance efectivo del arma.
Se cree que la forma más antigua de ballesta se desarrolló para Dionisio de Siracusa, alrededor de 400 a. C.
La balista griega era un arma de asedio. Todos los componentes que no eran de madera se transportaron en el tren de equipajes. Se ensamblaría con madera local, si fuera necesario. Algunos se colocaron dentro de torres de asedio grandes, blindadas y móviles o incluso en el borde de un campo de batalla. A pesar de todas las ventajas tácticas ofrecidas, fue solo bajo Filipo II de Macedonia, y más aún bajo su hijo Alejandro, que la balista comenzó a desarrollarse y ganar reconocimiento como un máquina de asedio y artillería de campo. Los relatos históricos, por ejemplo, citan que Filipo II empleó a un grupo de ingenieros dentro de su ejército para diseñar y construir catapultas para sus campañas militares. Incluso se afirma que fue Filipo II con su equipo de ingenieros quienes inventaron la balista después de mejorar el dispositivo de Dionisio, que no era más que una honda de gran tamaño. Alejandro lo perfeccionó aún más, cuyo propio equipo de ingenieros introdujo innovaciones como la idea de usar resortes hechos de bobinas de cuerda apretadas en lugar de un arco para lograr más energía y potencia al lanzar proyectiles. Polibio informó sobre el uso de ballestas más pequeñas y portátiles, llamadas escorpiones, durante la segunda guerra púnica.
Las balistas se podrían modificarse fácilmente para disparar proyectiles esféricos y de eje, lo que permite que sus operadores se adapten fácilmente a las situaciones predominantes en el campo de batalla en tiempo real.
A medida que el papel de la artillería en el campo de batalla se volvió más sofisticado, se integró una articulación universal (que se inventó solo para esta función) en el soporte de la balista, lo que permitió a los operadores alterar la trayectoria y la dirección de disparo de la balista según sea necesario sin un largo desmontaje de la máquina.

## Imperio romano

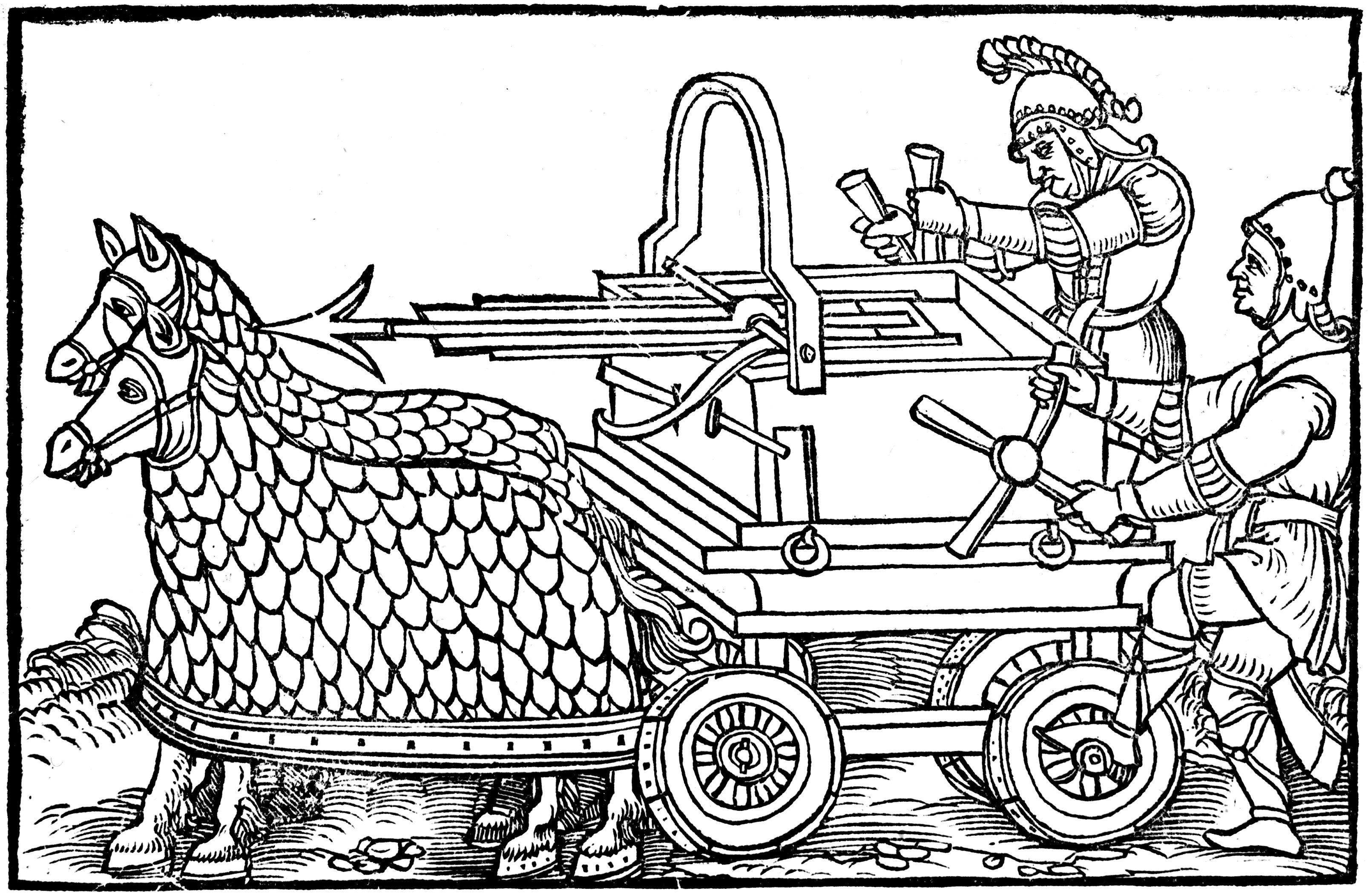
Ilustración de una balista montada sobre un carro de cuatro ruedas o carroballistae. De la obra en latín, Notitia utraque cum orientis tum occidentis ultra Arcadii Honoriique Caesarum tempora (1552) publicada por Sigismund Gelenius.

Era un arma de guerra fundamental durante el imperio romano, junto a la catapulta o el onagro. Cada legión, dependiendo del momento histórico, podía contar con varias balistas en los cuerpos o unidades nombrados como ballistarii. También existieron carroballistae o carroballista: unidades compuestas por un carro tirado por caballos con una ballista montada. Fue de gran importancia hasta que en la época tardía fue desplazada por el uso del onagro. Aunque las fuentes latinas hablan de balistas enormes. No se tiene certeza si era parte de la propaganda, pero sí se tiene certeza de que al menos llegaron a medir ocho metros de altura.
Fue utilizado justo antes del inicio del imperio por Julio César durante su conquista de la Galia y las invasiones de Gran Bretaña. Los dos intentos de invasión de Gran Bretaña y en la batalla de Alesia, se registró el uso de la balista en su propio commentarii (diario), De bello Gallico. También se tiene constancia de que se emplearon en las batallas de Bedriacum, en el sitio de Rodas o durante el sitio de Jerusalén.
El ingeniero romano Marco Vitruvio registró en su obra De architectura el uso de máquinas de guerra como la balista y su experiencia en el ejército romano, así como la adaptación de las versiones griegas. En su obra, el libro décimo sobre máquinas, dedica el capítulo XVI a la construcción de las balistas, el XVII a las proporciones de las ballestas y el capítulo XVIII al modo de armar al disparo las catapultas y ballestas. En lo que se refiere a ballistas, su principal aportación es la incorporación de un nuevo tipo de mordaza que logra aumentar el tamaño del nervio del resorte, aumentando su potencia.  

Dexo explicada la construcción, partes y proporciones de las catapultas. Las de las ballestas son varias y diferentes, aunque todas para un efecto mismo: porque unas operan con palancas y ejes, otras con polispastos, otras con órganos, y algunas también con tímpanos: pero ninguna ballesta se construye sino con la debida proporción á la piedra que debe arrojar: por lo qual no es para todos su construcción, sino solo para los prácticos en Aritmética, á lo menos en el numerar y multiplicar. Porque se hacen en los capiteles los agujeros por donde pasan las maromas de cabello principalmente mujeril, ó de nervio, las cuales se proporcionan en resistencia á la gravedad de la piedra que hubiere de tirar la ballesta; como en las catapultas se toma de la longitud del dardo.  

Pero para que aun aquellos que ni supieran Geometría ni Aritmética puedan construirlas, y en tiempo de hostilidad no se hallen embarazados en calculaciones, pondré lo que tengo experimentado yo mismo en la práctica, y lo que en parte me enseñaron mis maestros; reduciendo las notas de los pesos Griegos á los nuestros.
Marco Vitruvio, De architectura. Libro I. Capítulo XVI: De la construcción de las ballestas. Página 256.

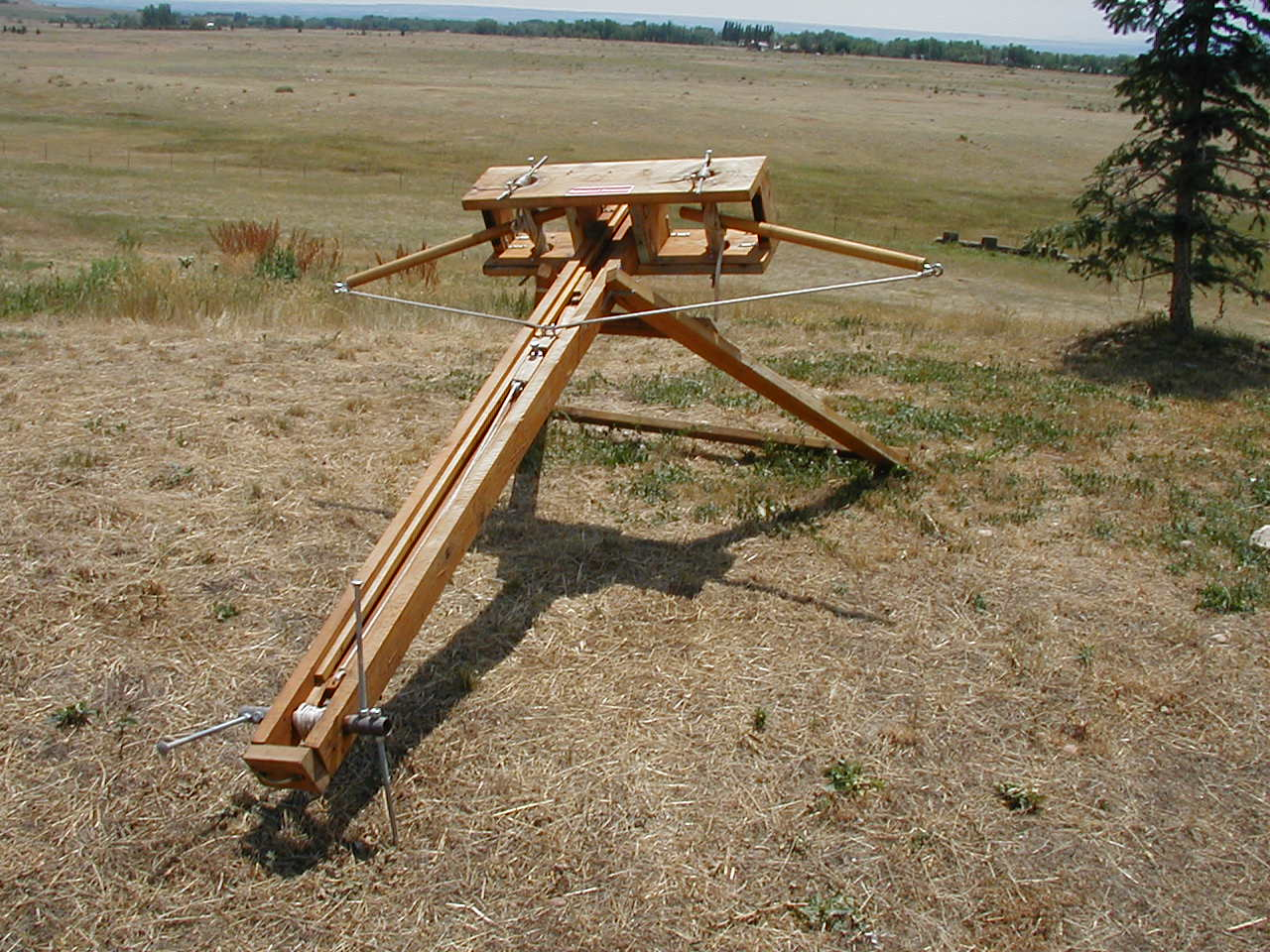
Réplica de una balista del imperio romano.

Las primeras ballestas romanas estaban hechas de madera y se mantenían juntas con placas de hierro alrededor de los marcos y clavos de hierro en el soporte. El soporte principal tenía un control deslizante en la parte superior, donde se cargaban la piedra en forma de bolaños u otros proyectiles. Junto a esto, en la parte posterior, había un par de tornos y una garra, utilizada para recuperar la cuerda del arco a la posición inicial para armar el disparo. Un control deslizante pasaba a través de los marcos de campo del arma, en el que se encontraban los resortes de torsión (normalmente, tendón animal), que se retorcían alrededor de los brazos del arco, que a su vez estaban unidos a la cuerda del arco. De esta manera, al retirarse la cuerda del arco hacia atrás con los tornos de los resortes ya tensos, se almacenaba la energía necesaria para disparar los proyectiles. El escritor romano Lucilio las describió como armas que podían arrojar piedras que iban desde un kilo hasta 30 kilos generalmente, aunque se han encontrado proyectiles de más de 70 kilogramos. Usar piedras de menor tamaño implicaría una mayor rapidez en la ofensiva. 
La balista era un arma muy precisa, pero el diseño comprometía el alcance por la precisión. Las catapultas sacrificaban esta precisión por el alcance y el peso del proyectil, alcanzando más de 100 kilogramos.

### Un arma también psicológica
Su valor -como el resto de armas de asedio- no sólo era por su capacidad de destrucción personal o material, sino por el daño moral o psicológico en las tropas defensivas. No solo por el impacto del proyectil a distancia, sino por el propio sonido que generaban. Para que la balista pareciese más impactante durante la batalla se añadían adornos que la hiciesen más monumental, e incluso en ocasiones se creaban armas falsas para atemorizar en mayor medida al enemigo.
Así, buscando precisamente un efecto desmoralizante, el general cartaginés Aníbal al mando de una flota al servicio del rey Prusias de Bithinia, en 184 a. C., utilizó en una batalla naval unas ballestas para lanzar jarras de arcilla llenas de serpientes venenosas contra la flota del rey Eumenes II de Pérgamo, aliado de Roma.

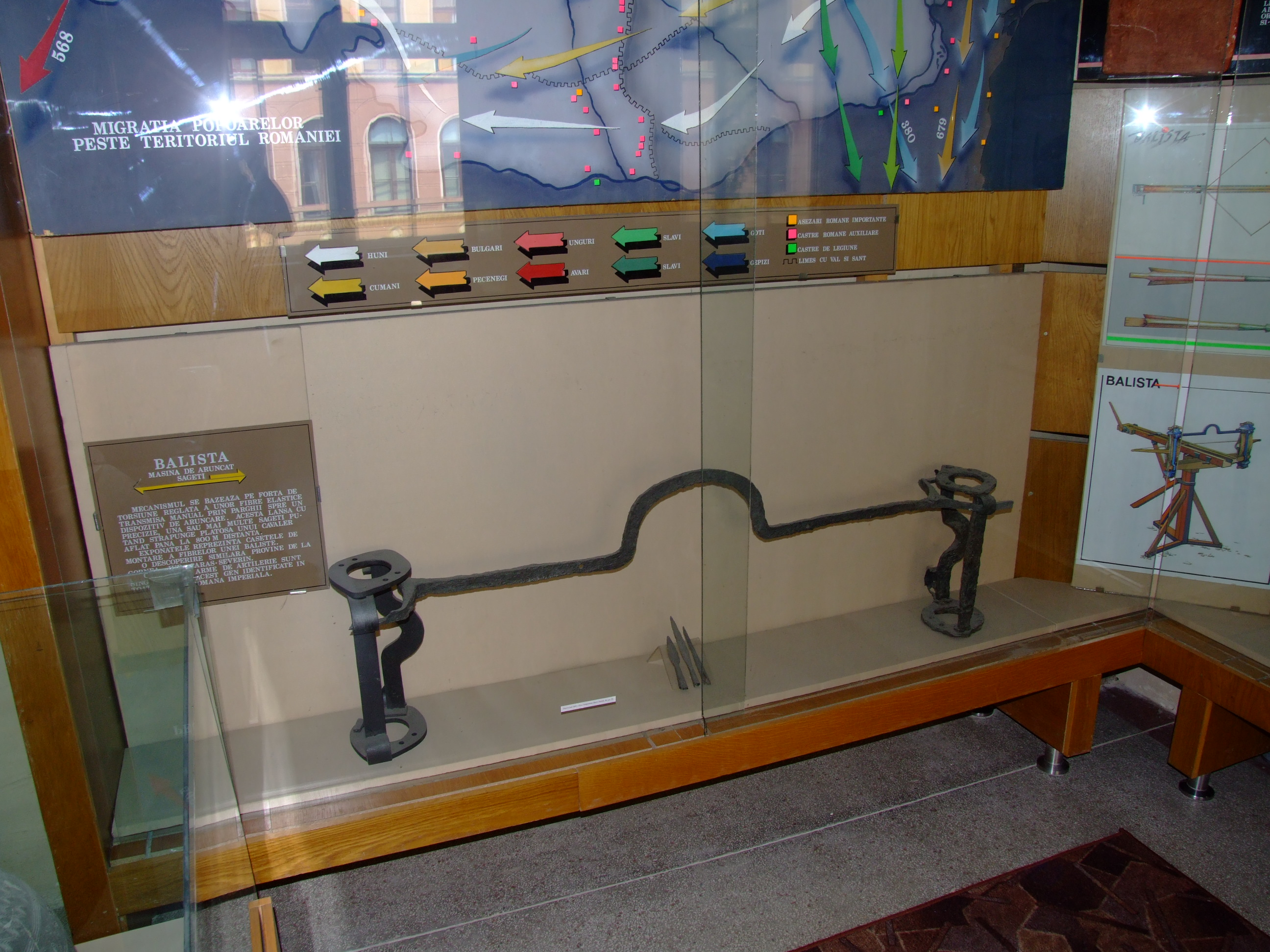
Restos de una balista del siglo IV expuestos en el Museo de Historia de Cluj, encontrados en la fortaleza Dierna castra, en la ciudad romana de Orsova.

### Restos arqueológicos notables
- El barco romano de Mahdia. En 1907 apareció en Túnez, cerca de la ciudad de Mahdía, un barco romano a cuatro kilómetros de la costa y sumergido 40 metros. En su interior se encontró como parte de un engranaje, una rueda dentada de diez centímetros y con dientes a lo largo de la mitad de la rueda, otras dos ruedas dentadas de menores dimensiones y un modiolus: una rueda de unos quince centímetros de diámetro con perforaciones a 30° del perímetro. Todo ello formaba parte de mecanismos mecánicos para elevar y apuntar las balistas. Se cree que el barco transportaba el botín del sitio de Atenas por parte de Sila en el 86 a. C.[10]

- Ballista de Hatra. En 1972, en la ciudad de Hatra, Irak, se encontraron varios fragmentos de una balista. Estaban situados en una de las puertas de la ciudad hasta que durante un asedio se derribó la entrada, sepultando la máquina. Se encontraron piezas como modiolus de bronce y argollas, restos de madera o placas de bronce de 2 milímetros que servían como protección ante el fuego. Se calcula que su tamaño era de 240 cm de ancho, 84 cm de alto y 45 cm de grosor.[9]

## Edad Media
Con la decadencia del Imperio Romano, los recursos para construir y mantener estas máquinas complejas se volvieron muy escasos, por lo que la ballesta fue suplantada inicialmente por el onagro más simple y barato y la más eficiente espingarda.
Aunque el arma continuó usándose en la Edad Media, se desvaneció del uso popular con el advenimiento del fundíbulo y el mangonel en la guerra de asedio.
Si bien no es un descendiente directo mecánicamente, el concepto y el nombre continúan como las ballestas arbalestas (arcus 'arco' + ballesta).